# سوروس اسنیپ و غارتگرها
سوروس اسنیپ و غارتگرها (به انگلیسی: Severus Snape and the Marauders) یک فیلم کوتاه آمریکایی محصول سال ۲۰۱۶ به کارگردانی جاستین زاگری است که بر اساس شخصیت‌های مجموعه هری پاتر ساخته شده‌است. این فیلم به‌طور رسمی در تاریخ ۱ مارس ۲۰۱۶ در کانال یوتیوب Broad Strokes Productions اجرا شد. این فیلم توسط هواداران مجموعه هری پاتر ساخته شده و مورد توجه بازفید، اینترتیمنت ویکلی، تایم، الیت دیلی، بیزینس اینسایدر، هافپست، آی جی ان، سونتین، مووی پیلوت، ام تی وی، بی‌بی‌سی آمریکا، پاپ شوگر، ایندیپندنت، و ماری سو واقع شده‌است.
این فیلم دوره نوجوانی سوروس اسنیپ در حال تحصیل در هاگوارتز را نشان می‌دهد.                                                                                                                                              
سوروس اسنیپ و جیمز پاتر و چند نفر دیگر در دعوایی وارد میشوند. برای همین سوروس اسنیپ در مجموعه هری پاتر با پدر هری پاتر که به دست ولدرمورت کشته شده بود، بد بود.

## بازیگران
- مایک ایگنیس به عنوان سوروس اسنیپ
- گرت اسکوایقاسر به عنوان جیمز پاتر
- کوین آلن به عنوان سیریوس بلک
- پل استانکو به عنوان ریموس لوپین
- زاکاری دیوید به عنوان پیتر پتی گرو
- دانی جه به عنوان لیلی ایوانز
- کلیتون نمرو به عنوان لرد ولدمورت